# Tinie Tempah
Tinie Tempah, pseudonimo di Patrick Chukwuemeka Okogwu, Jr. (Londra, 7 novembre 1988), è un rapper e produttore discografico britannico di origini nigeriane.

## Biografia
Nel 2006, Tinie Tempah ottiene popolarità grazie al canale televisivo britannico Channel U, che trasmette i suoi brani Wifey Riddim e Perfect Girl in collaborazione con gli artisti Agent X e Ultra.
Il 4 ottobre 2010 viene pubblicato il suo album di debutto Disc-Overy, che include i singoli Pass Out, Frisky, Written in the Stars, Miami 2 Ibiza e Invincible. Sia Pass Out che Written in the Stars hanno raggiunto la prima posizione della classifica dei singoli più venduti nel Regno Unito.
Il 10 ottobre 2010 Tempah annuncia di aver firmato un contratto con la Parlophone sul suo blog.
La WWE ha deciso di utilizzare la sua canzone Written in the Stars come sigla ufficiale di Wrestlemania XXVII che si è tenuto ad Atlanta il 3 aprile 2011.
Ha collaborato al singolo Drinking from the Bottle di Calvin Harris nel 2013.
Il 14 aprile 2017 esce il terzo album in studio Youth, anticipato dal singolo Not Letting Go. Ha presentato alcune canzoni del disco in anteprima, per i fan italiani, al concerto che ha tenuto il 1º aprile 2017 ai Magazzini Generali di Milano.
Il 19 gennaio 2018 compare come feauturing nella versione internazionale del nuovo disco di Sfera Ebbasta Rockstar, nella canzone Bancomat.

## Discografia

### Album in studio
- 2010 – Disc-Overy
- 2013 – Demonstration
- 2017 – Youth

### Singoli
- 2010 – Pass Out
- 2010 – Frisky (featuring Labrinth)
- 2010 – Written in the Stars (feat. Eric Turner)
- 2010 – Miami 2 Ibiza (con Swedish House Mafia)
- 2010 – Invincible (feat. Kelly Rowland)
- 2011 – Wonderman (feat. Ellie Goulding)
- 2011 – Till I'm Gone (feat. Wiz Khalifa)
- 2013 – First Day My Love (feat. Mariah Carey)
- 2013 – Trampoline (feat. 2 Chainz)
- 2013 – Children of the Sun (feat. John Martin)
- 2014 – Lover Not a Fighter (feat. Labrinth)
- 2015 – Not Letting Go (feat. Jess Glynne)
- 2016 – Girls Like (feat. Zara Larsson)
- 2016 – Look at Me (feat. Giggs)
- 2016 – Mamacita (feat. WizKid)
- 2017 – Text from Your Ex (feat. Tinashe)
- 2017 – Find Me (feat. Jake Bugg)
- 2017 – Dum Dum (con Kideko e Becky G)
- 2017 – Chasing Flies (feat. Nea)
- 2020 – Top Winners (feat. Not3s)
- 2020 – Moncler (feat. Tion Wayne)
- 2020 – Whoppa (feat. Sofía Reyes e Farina)
- 2021 – Diamonds (con Martin Garrix e Julian Jordan)
- 2021 – Love Me like This (feat. Maia Wright)

### Collaborazioni
- 2011 – Eyes Wide Shut (JLS feat. Tinie Tempah)
- 2011 – Hitz (Chase & Status feat. Tinie Tempah)
- 2011 – Earthquake (Labrinth feat. Tinie Tempah)
- 2012 – Angels & Stars (Eric Turner feat. Lupe Fiasco e Tinie Tempah)
- 2012 – R.I.P. (Rita Ora feat. Tinie Tempah)
- 2013 – Drinking from the Bottle (Calvin Harris feat. Tinie Tempah)
- 2014 – Tsunami (DVBBS e Borgeous feat. Tinie Tempah)
- 2014 – Crazy Stupid Love (Cheryl Cole feat. Tinie Tempah)
- 2015 – Turn the Music Louder (Rumble) (KDA feat. Tinie Tempah e Katy B)
- 2017 – Forever (Sigma feat. Quavo, Tinie Tempah, Yxng Bane e Sebastian Kole)
- 2018 – Bancomat (Sfera Ebbasta feat. Tinie Tempah)
- 2020 – More Life (Torren Foot feat. Tinie Tempah e L Devine)